# دانشگاه اووا ولاسا
دانشگاه اووا ولاسا (به لاتین: Uva Wellassa University) یک مدرسه و دانشگاه در سری‌لانکا است که در بادولا واقع شده است.